# Sancygniów (gmina)
Sancygniów (od 1973 Stępocice) – dawna gmina wiejska istniejąca do 1954 roku w woj. kieleckim. Nazwa gminy pochodzi od wsi Sancygniów, lecz siedzibą władz gminy były Biedrzykowice. 
W okresie międzywojennym gmina Sancygniów należała do powiatu pińczowskiego w woj. kieleckim. Po wojnie gmina zachowała przynależność administracyjną. Według stanu z dnia 1 lipca 1952 roku gmina składała się z 16 gromad: Biedrzykowice, Dziewięczyce, Chmielów, Iżykowice, Lipówka, Łabędź, Niewiatrowice, Opatkowice, Podrózie, Sancygniów, Stępocice, Szczotkowice, Świerczyna, Teodorów, Wola i Zagórze.
Jednostka została zniesiona 29 września 1954 roku wraz z reformą wprowadzającą gromady w miejsce gmin. Po reaktywowaniu gmin z dniem 1 stycznia 1973 roku gminy Sancygniów nie przywrócono, a jej dawny obszar wszedł głównie w skład nowej gminy Działoszyce w powiecie pińczowskim.